# Basílica Tardorromânica de Ceuta
A Basílica Tardorromânica de Ceuta (em castelhano:  Basílica Tardorromana de Ceuta) é uma basílica paleocristã situada no istmo espanhol da península de Almina.

## História
Construída entre os séculos IV e V, foi descoberta por Emilio Fernández Sotelo em 1987, e declarada Bem de Interesse Cultural em 1991, sob a categoria de Zona Arqueológica, nela foi construído um edifício que foi projetado pelo arquiteto Javier Arnáiz Seco, a 1 de novembro de 2006.
Foram restauradas as curvaturas das muralhas e a necrópole do seu subsolo, cuja planta originou-se das basílicas norte-africanas, de planta retangular, com três naves e abside central virada ao lado meridional.